# (73457) 2002 NZ43
2002 أن زد 43 (ويعرف أيضًا باسم (73457) 2002 أن زد 43 وفق تسمية الكوكب الصغير) (بالإنجليزية: 2002 NZ43)‏ هو كويكب ضمن حزام الكويكبات؛ وترتيبه 73457 من حيث الاكتشاف.
اكتُشف هذا الجُرم الفلكي بواسطة تعقب الأجرام القريبة من الأرض في 12 يوليو 2002.

## وصلات خارجية
- (73457) 2002 NZ43 في قاعدة بيانات مختبر الدفع النفاث لأجرام النظام الشمسي الصغيرة

- الاكتشاف · مخطط المدار ·  العناصر المدارية · المعلمات المادية

- (73457) 2002 NZ43 على موقع ويكي سكاي: DSS2, SDSS, GALEX, IRAS, Hydrogen α, X-Ray, Astrophoto, Sky Map, Articles and images